# Karrösten
Karrösten je obec v Rakousku ve spolkové zemi Tyrolsko v okrese Imst.
V obci žije 686 obyvatel.

## Poloha
Obec leží v údolí Oberinntalu na jihozápadním svahu hory Tschirgant (2372 m n. m.), při ústí údolí Gurgl (Gurgltal) do údolí Inntalu. Těžba se zde provozovala již v době bronzové, která vzkvétala v 16. století. Obec ohrožovaly četné přírodní katastrofy.
Geologická stezka poskytuje informace o složení hornin v této oblasti a vede kolem ústí bývalých štol a hald vytěžené hlušiny. Od roku 2014 je na výstupu z Karröstenu do Karröster Almu malá dřevěná vyhlídková plošina, která dobře splývá s krajinou, s výhledem na údolí Imstské kotliny.
Na svazích se daří ovoci a kukuřici. Ve výšce 1000 m n. m. roste kaštanovník setý nejvýše položený v Severním Tyrolsku, který byl v roce 1960 vyhlášen přírodní památkou.
Zvláštností je velký počet hodin slunečního svitu. Ve srovnání s ostatními obcemi v Tyrolsku je v tomto ohledu na druhém místě.
Rozloha obce je 7,9 km², z toho 10 % připadá na zemědělskou půdu, 76,5 % tvoří lesy a 9,5 % tvoří vysokohorské oblasti. Z celkové rozlohy je 18,8 % území osídleno.

### Části obce
- Karrösten
- Brennbichl
- Königskapelle

### Sousední obce
Obec sousedí s obcemi
|      | Tarrenz         |                |
| Imst |                 | Haiming Roppen |
|      | Arzl im Pitztal | Karres         |

## Historie
Oblast kolem a v Karröstenu byla osídlena již v době bronzové (2000 – 800 př. n. l.), protože území se nachází mezi průsmyky Fern (Fernpass) a Reschen (Reschenpass), které v té době byly významnými komunikacemi. Archeologické nálezy urnových hrobů z roku 1972 potvrzují, že jsou starší více než 3000 let.
V 16. století př. n. l. přišli do oblasti obývané Brenony (původní irylští obyvatelé) Římané po Via Claudia. Nález cihlové hrobky s ostatky Římana v roce 1972 tento předpoklad posílil. V hrobě byla nalezena římská mince s podobiznou římského císaře Augusta, který zemřel v roce 14 př. n. l. Ilyrský kmen byl romanizován až do 6. století, poté Římany vytlačili Bavoři.
První písemná zmínka o obci pochází z roku 1300, kde je uváděn jako Waibel de Aeusten. Název Kerrosten je poprvé uváděn v roce 1336 v urbáři opatství Stams.
Obyvatelé Karröstenu podléhali imstskému soudnímu dvoru a jeho farnosti.
Důležitou součástí obce bylo hornictví. Na svazích Tschirgant byly četné štoly pro dobývání rudy. Po náboženském hornickém povstání v roce 1532 těžba upadala, až koncem 17. století ustala.
Současná obec (2021) je malebnou vesnicí, která žije z turistického ruchu.

## Název
Název je spojen s obcí Karres. Vychází ze starého pomístního jména *bi den Karrer ewiston, což znamená u ovčína Karres (srov. ewist, stará hornoněmčina výraz pro „ovčín"). V nářečí se vesnice dodnes nazývá [eˈʃtə].

## Znak
Blason: Tři červené koule na zlatém pozadí.
Tři červené koule jsou symbolem svatého Mikuláše, čímž je odkazováno na první kostel v Karrösternu, který mu byl zasvěcen. Znak byl obci udělen zemskou vládou v roce 1972.

## Galerie

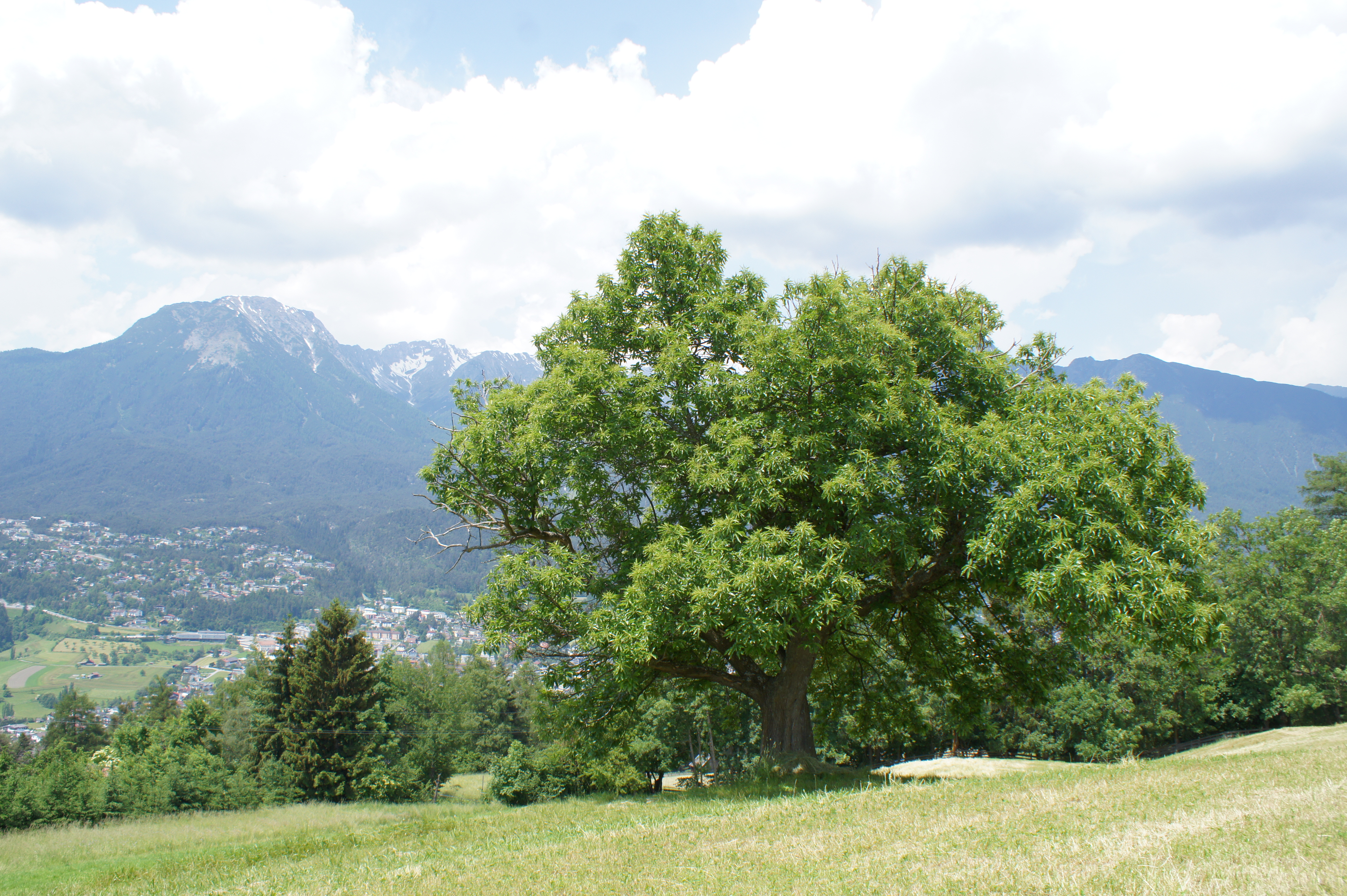
Kaštan severozápadně od Karröstenu
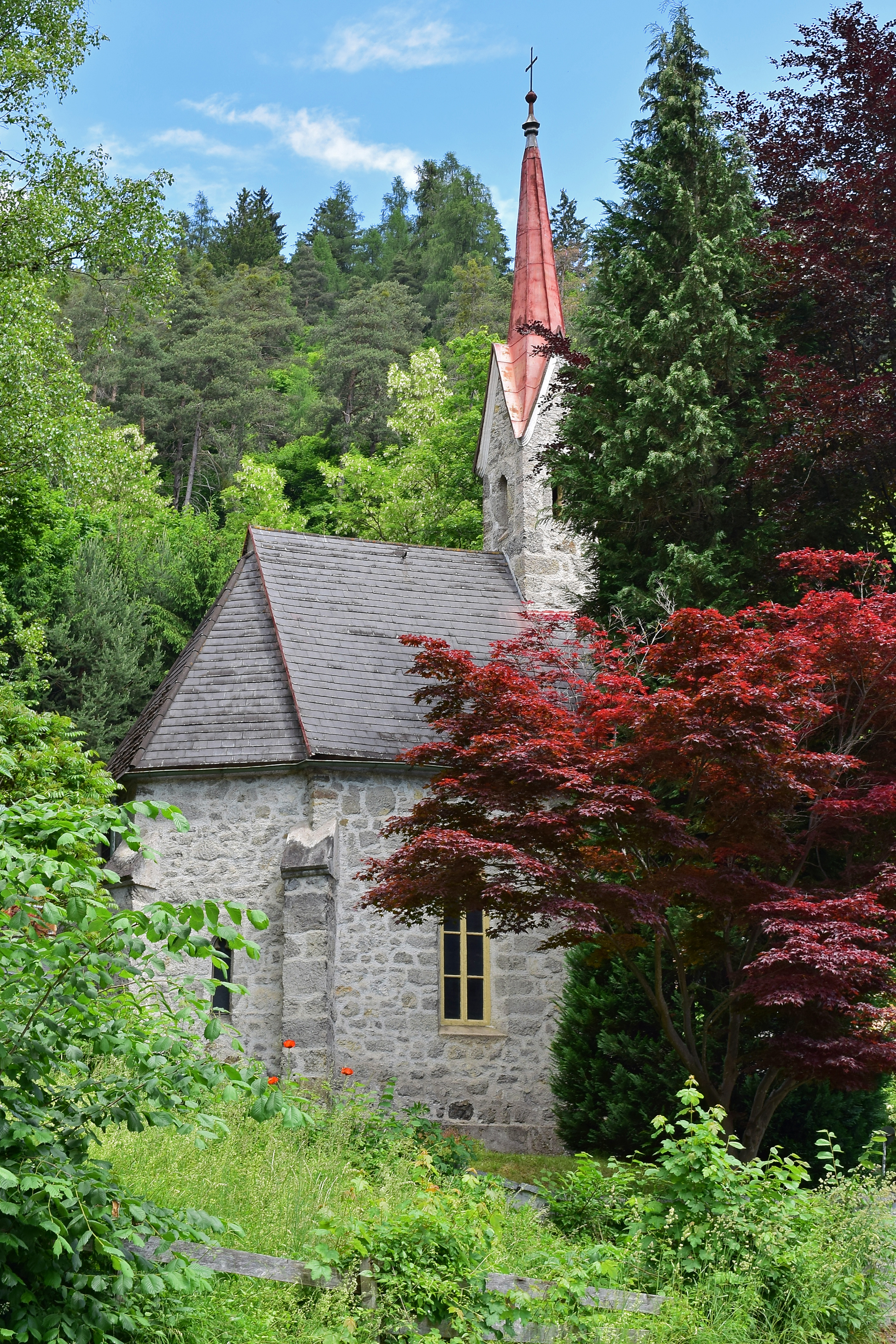
Královská kaple Karrösten (Königskapelle Karrösten)
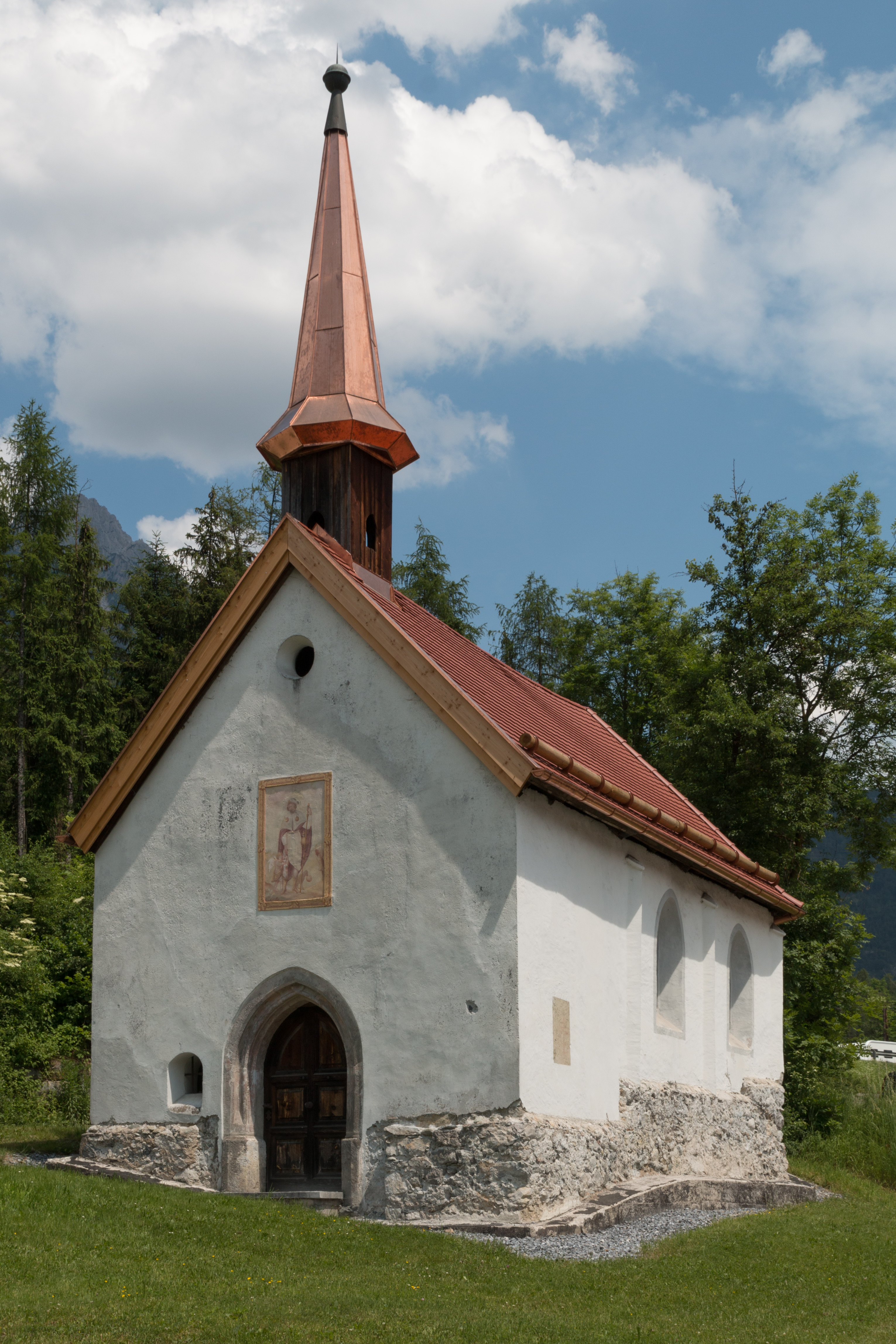
Románská kaple v Brennbichlu
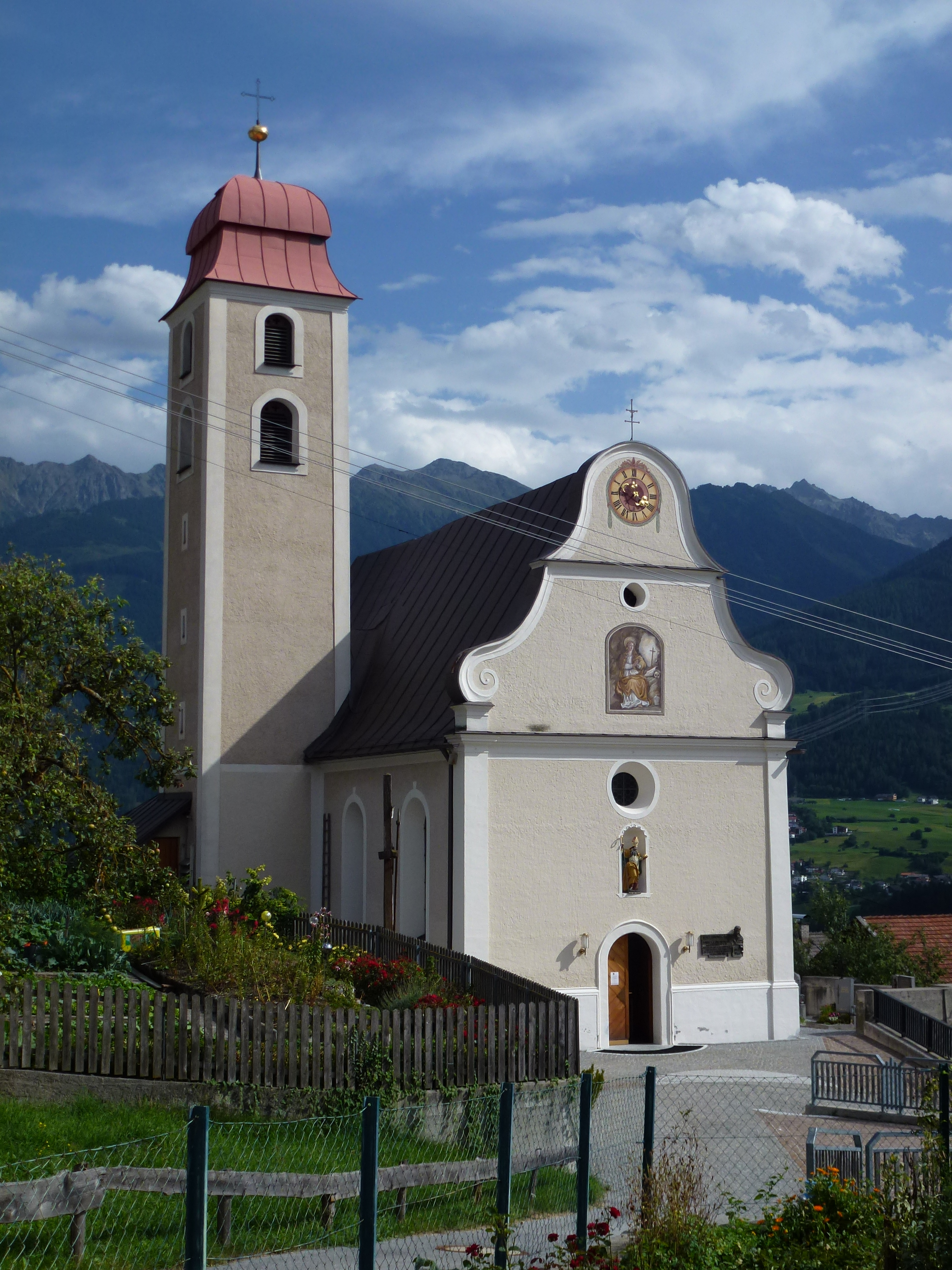
Kostel svaté Magdalény a svatého Mikuláše